# Tommaso Amantini
Tommaso Amantini (Urbania, 9 marzo 1625 – Roma, 1675) è stato uno stuccatore e ceramista italiano.

## Biografia

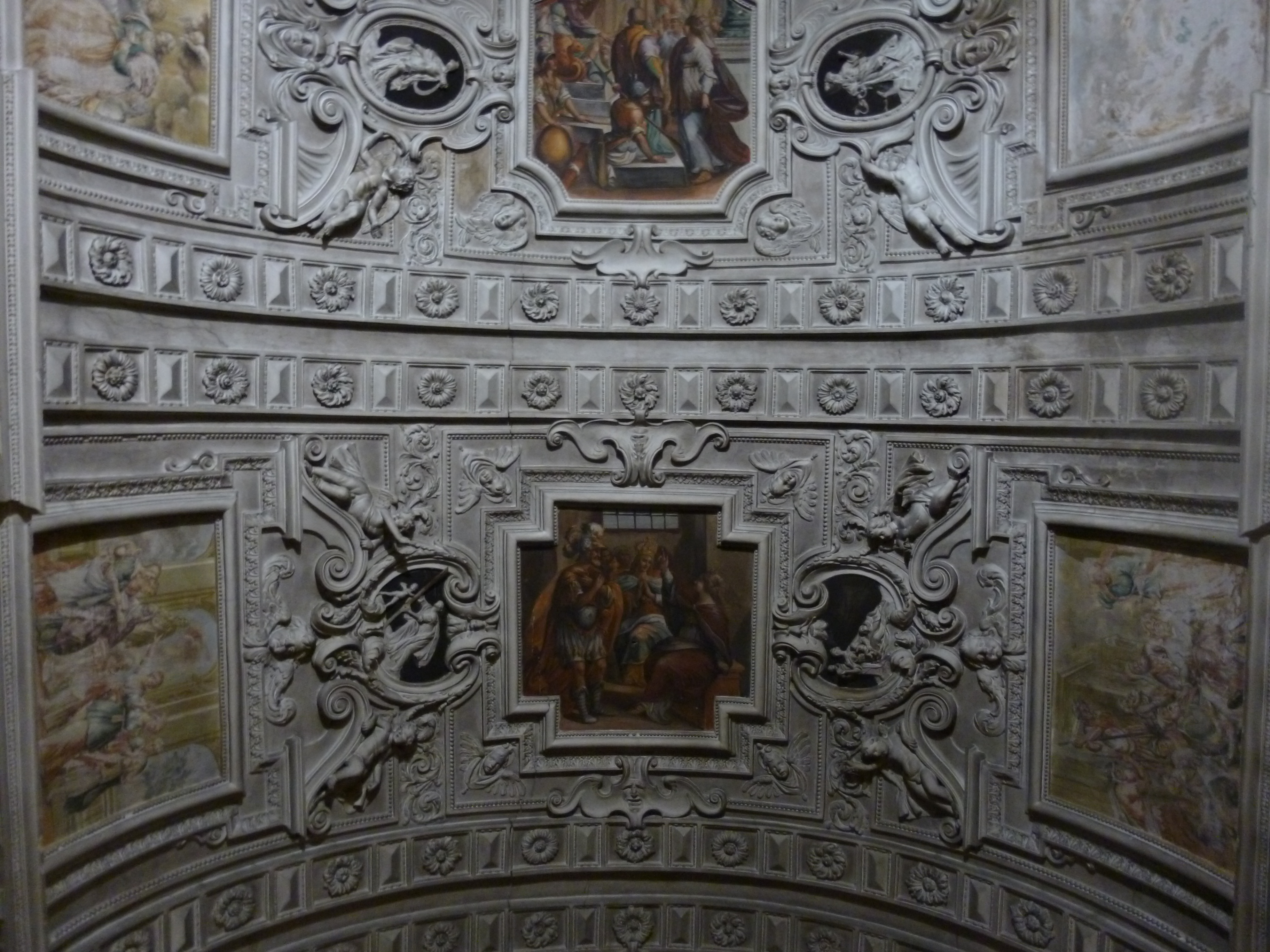
Stucchi della voltadella Chiesa di Santa Caterina a Urbania.

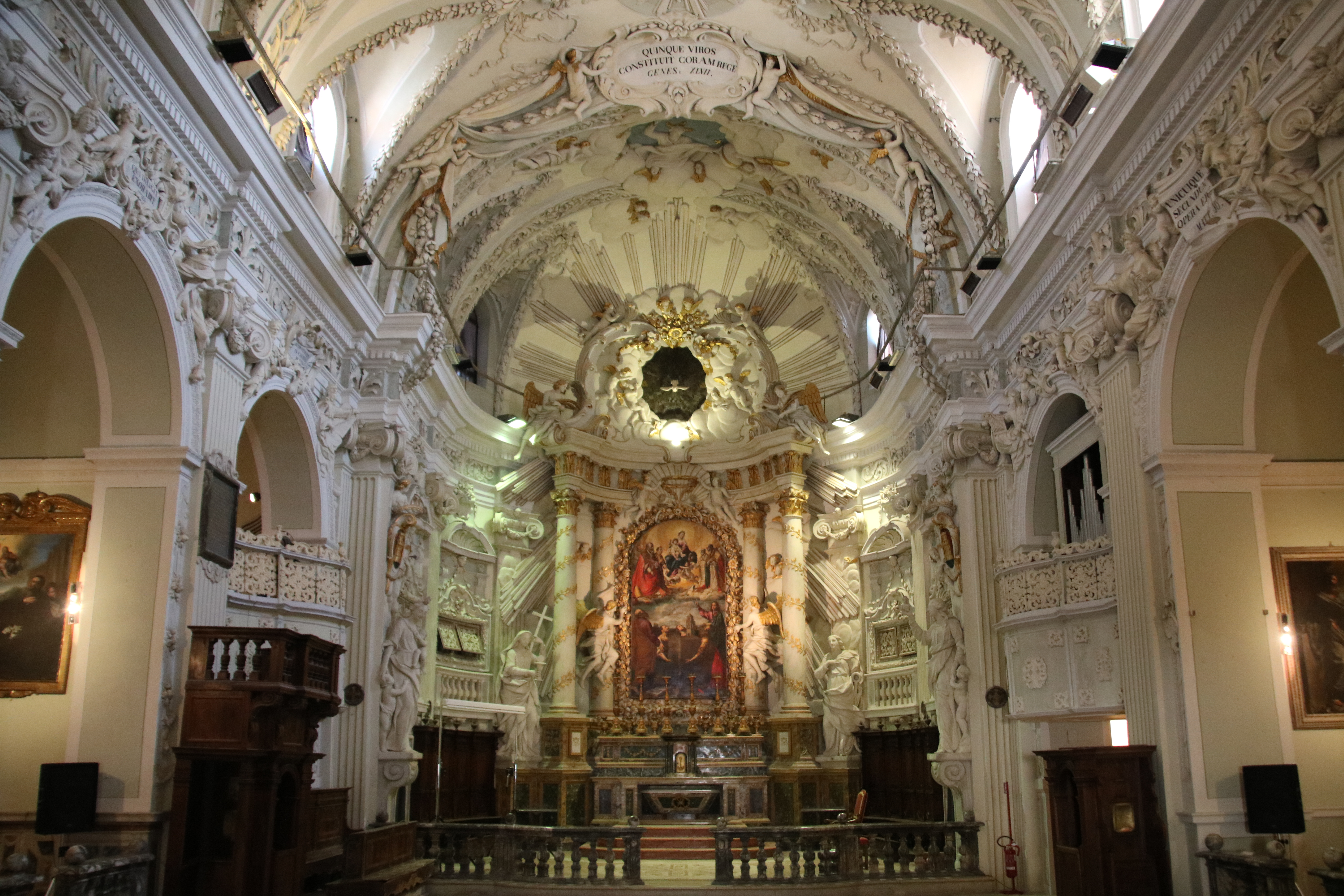
chiesa di San Filippo Neri, Fossombrone.

Tommaso Amantini nasce a Casteldurante, oggi Urbania, appassionato della scultura già da bambino, entra adolescente nella bottega del pittore e maiolicaro Francesco Barroccini, detto il Gubbino. È il momento finale della dinastia dei Della Rovere e della conseguente presa del Ducato di Urbino da parte dello Stato Pontificio. Fu un periodo nero per l'arte e la maiolica visse una profonda crisi, tanto che il Gubbino dovette di molto ridimensionare la sua bottega. L'Amantini spicca da subito per il suo talento, ma attira la gelosia dei suoi colleghi, tanto che fu costretto a partire.  Si trasferì a Sansepolcro alla bottega del pittore Federico Gioia, ma nel 1642 ritorna in paese in seguito all'apertura della bottega familiare di ceramiche. Con la morte del padre, nel 1648, l'esercizio chiude e Tommaso si trasferisce a Roma ed entra nello studio dello scultore comasco Ercole Ferrata, che gli aprirà la carriera conferendogli i canoni del Barocco romano e quello stile classicista molto apprezzato dai suoi committenti.
L'Amantini cerca contatti con gli urbinati frequentanti la corte apostolica, in special modo con il conte Federico Ubaldini, collezionista d'arte e segretario del cardinale Francesco Barberini, nipote di papa Urbano VIII. Ne fa prova la presenza di disegni decorativi autografi dell'Amantini, nella collezione del conte Ubaldini.
Iniziano ad arrivare le commissioni, e in particolare dalla Congregazione dei Filippini, assai presente nelle Marche. All'inizio prende al suo seguito il milanese Francesco Agustone, conosciuto dal Ferrata, e intraprende dei lavori a stucco al Duomo di Osimo e nel 1657 realizza, in stucco, le statue di Re David, del Profeta Giona (dalla controversa attribuzione) e del Cristo Morto per la Cappella della Sacra Spina dell'Oratorio di Santa Croce di Urbino. Il Re David sarà il modello per altre sue statue e anche per la figura di San Bartolomeo realizzata dalla sua bottega per la cappella urbinate.
Nel 1658 realizza gli stucchi della volta e la statua di Re Davide per la chiesa di Santa Caterina a Urbania, molto vicina a quella di Urbino.
Negli stessi anni lavora all'esuberante decorazione della Chiesa dei Re Magi di Pergola e poi per la Confraternita di Santa Caterina del Gonfalone detta “delle bastarde” a Sant'Angelo in Vado. Nella parte bassa dell'aula della chiesa di Santa Caterina delle Bastarde sono le statue dei quattro dottori della Chiesa e delle quattro virtù cardinali dal caratteristico stile dell'Amantini.
La collaborazione con l'Agustone termina abbastanza presto, sembra, a causa di problemi di pagamento.
Verso il 1663 realizzò in stucco il fastoso altar maggiore della chiesa, oggi scomparsa, di Santa Maria delle Vergini ad Ascoli Piceno; e un altare laterale della chiesa dell'Angelo Custode.
Nel 1665 è ingaggiato per la decorazione della chiesa di San Giovanni Battista a Jesi, tuttavia realizzerà solo la Cappella di San Filippo, in quanto venne licenziato per eccessive pretese finanziarie.
Nel 1669 torna ad Ascoli Piceno per decorare a stucco, alla cifra imposta di 200 scudi, la chiesa di San Filippo Neri (demolita), ma l'Amantini lascerà il cantiere nel 1671 a metà opera.
In seguito disegna e dirige fino al 1674 la sontuosa decorazione della chiesa di San Filippo Neri a Fossombrone, poi continuata dalla sua bottega anche dopo la sua morte fino all’inizio del Settecento. Presenta chiare influenze da quella effettuata per la chiesa di San Giovanni Battista a Jesi.
Nel 1675 la Compagnia del Santissimo Crocefisso gli commissiona una Natività in terracotta per le Grotte del Duomo di Urbino. Impegno che non porterà a termine, a causa della morte avvenuta a Roma nel 1675.
Tommaso Amantini fu sepolto a Roma nella chiesa di San Biagio della Fossa.

## Opere
- Decorazione a stucco, Duomo di Osimo
- Re Davide, statua in stucco, 1657, Oratorio di Santa Croce, Urbino
- Profeta Giona, statua in stucco, 1657, Oratorio di Santa Croce, Urbino
- Cristo Morto, statua in stucco, 1657, Oratorio di Santa Croce, Urbino
- Volta e Statua di Re David, 1658, Chiesa di Santa Caterina, Urbania
- Decorazioni a stucco, Chiesa dei Re Magi, Pergola
- Dottori della Chiesa e delle Virtù Cardinali, statue in stucco, Chiesa di Santa Caterina delle Bastarde, Sant'Angelo in Vado
- Mensa d'altare, Oratorio della Madonna del Carmine, Urbania[1]
- Busto reliquiario di San Biagio, Museo Arcidiocesano, Urbania
- Madonna col Bambino, Museo Arcidiocesano, Urbania
- Madonna col Bambino, terracotta patinata, Palazzo Vescovile, Urbania[8]
- Altar maggiore, 1663, Chiesa di Santa Maria delle Vergini (distrutta), Ascoli Piceno
- Altare laterale, Chiesa dell'Angelo Custode, Ascoli Piceno
- Cappella di San Filippo, 1665, chiesa di San Giovanni Battista, Jesi
- Decorazione a stucco, 1669-71, Chiesa di San Filippo Neri (demolita), Ascoli Piceno
- Decorazione a stucco, 1671-74, chiesa di San Filippo Neri, Fossombrone
- Natività, bassorilievo in terracotta (incompiuto), Grotte del Duomo, Urbino